# Luis Colón de Toledo
Luis Colón de Toledo (Santo Domingo, 1522 – Orano, 1572) è stato un navigatore e nobile spagnolo.

## Biografia
Nipote di Cristoforo Colombo e figlio di Diego, Luis Colón de Toledo, o Luis Colón y Toledo o, ancora, Luis Colón y Álvarez de Toledo, fu il terzo Ammiraglio del Mar Oceano, primo Duca di Veragua, primo Duca De La Vega e primo Marchese di Giamaica. Fu inoltre governatore della Capitaneria generale di Santo Domingo.

## Ascendenza
|                         |                                       |                                               | Genitori               |  |  | Nonni              |  |  | Bisnonni         |  |
|                         |                                       |                                               |                        |  |  | Cristoforo Colombo |  |  | Domenico Colombo |  |
|                         |                                       |                                               |                        |  |  | Cristoforo Colombo |  |  | Domenico Colombo |  |
|                         |                                       | Susanna Fontanarossa                          |                        |  |  | Cristoforo Colombo |  |  |                  |  |
| Diego Colombo           |                                       |                                               |                        |  |  | Cristoforo Colombo |  |  |                  |  |
|                         |                                       | Filipa Moniz Perestrello                      | Bartolomeo Perestrello |  |  |                    |  |  |                  |  |
|                         |                                       | Filipa Moniz Perestrello                      | Bartolomeo Perestrello |  |  |                    |  |  |                  |  |
|                         |                                       | Filipa Moniz Perestrello                      | Isabel Moniz           |  |  |                    |  |  |                  |  |
| Luis Colón de Toledo    |                                       | Filipa Moniz Perestrello                      |                        |  |  |                    |  |  |                  |  |
|                         | Fernando Álvarez de Toledo y Enríquez | García Álvarez de Toledo y Carrillo de Toledo |                        |  |  |                    |  |  |                  |  |
|                         | Fernando Álvarez de Toledo y Enríquez | García Álvarez de Toledo y Carrillo de Toledo |                        |  |  |                    |  |  |                  |  |
|                         | Fernando Álvarez de Toledo y Enríquez | María Enríquez de Quiñones y Toledo           |                        |  |  |                    |  |  |                  |  |
| María Alvarez de Toledo | Fernando Álvarez de Toledo y Enríquez |                                               |                        |  |  |                    |  |  |                  |  |
|                         |                                       | María de Roxas y Pereyra                      | ?                      |  |  |                    |  |  |                  |  |
|                         |                                       | María de Roxas y Pereyra                      | ?                      |  |  |                    |  |  |                  |  |
|                         |                                       | María de Roxas y Pereyra                      | ?                      |  |  |                    |  |  |                  |  |
|                         |                                       | María de Roxas y Pereyra                      |                        |  |  |                    |  |  |                  |  |